# 文本辨識
文本辨識（Text Recognition）指的是訓練機器如何去瞭解一個文本的內容，以及一個非結構的文本中抽取結構性有用的資訊，來瞭解這個文本的意涵。

文本辨識主要的技術包括下面幾種：關鍵句抽取（Key Phase Extraction）、摘要抽取（Abstract Extraction）、意圖抽取（Intention Extraction）、命名實體抽取（Named Entity Extraction）、主題抽取（Topic Extraction）、情緒抽取（Emotional Extraction）、以及問答集系統(Q&A)等，文本辨識的技術與所謂的文字探勘非常類似。